# زبان هاوایی
زبان هاوایی یک زبان از شاخه زبان‌های پلی‌نزیایی است که توسط بومیان هاوایی تکلم میشود.